# 突顯宦蝦
突顯宦蝦（学名：Agononida eminens）为鎧甲蝦科宦蝦属下的一个种。